# NGC 891

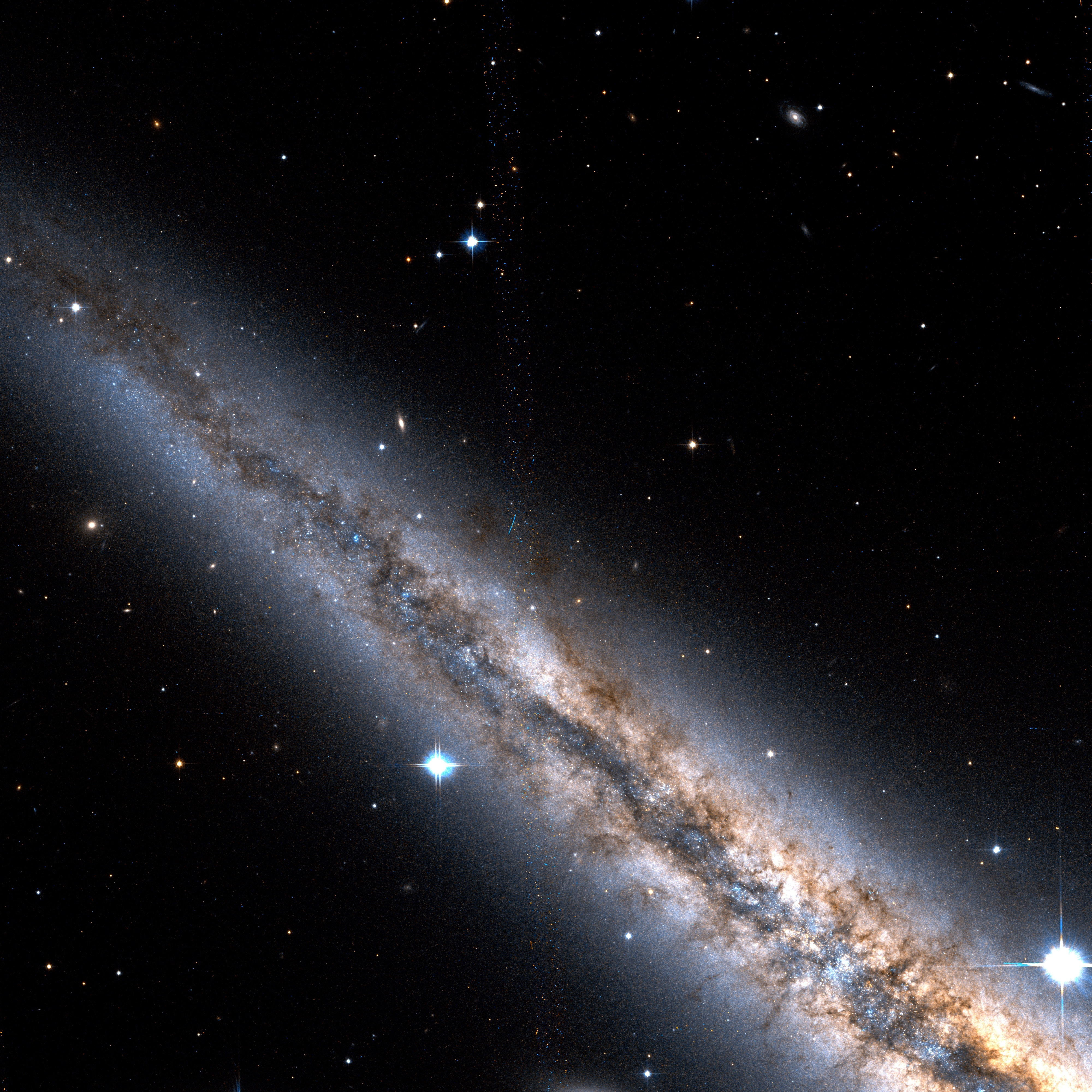
NGC 891 (Telescopio spaziale Hubble)

NGC 891, (nota anche come C 23), è una brillante galassia nella costellazione di Andromeda.
Si individua con facilità 3,5 gradi ad est della stella γ Andromedae; appare vista perfettamente di taglio, così ad un telescopio rifrattore si presenta come un lungo fuso chiaro, privo di dettagli. Ad ingrandimenti maggiori si nota bene la presenza di un bulbo centrale molto luminoso, mentre in grandi telescopi si evidenzia la banda oscura di polveri e gas interstellari che la rendono molto simile alla nostra Via Lattea. Fa parte di un gruppo di galassie distanti dalla nostra circa 40 milioni di anni luce.
Nel 1986 vi fu scoperta, via radio, una supernova, 1986J.